# Ivy Holzer
Ivy Holzer, née à Rome en 1944, est une actrice italienne de théâtre, de cinéma et de télévision.

## Biographie
Ivy Holzer naît à Rome mais elle est d'origine allemande. Elle se lance d'abord dans le cinéma, même si elle aspire surtout au théâtre. Jouant des rôles secondaires (la beauté à la mode) dans des films à succès, elle n'a interprété qu'un seul rôle de protagoniste, Gina dans Il lungo, il corto, il gatto. Au théâtre, elle participe à des pièces de genre léger ou à des comédies musicales, ou encore dans des classiques comme Pirandello et Plaute.

## Théâtre
- I trionfi, avec Carlo Dapporto, Miranda Martino, Maurizio Merli, Genny Folchi, Gianni Musy, Giuseppe Anatrelli[4]
- I rompiglioni de Castaldo, Faele et Torti, avec Paolo Carlini, Lia Zoppelli, Marisa Merlini, Toni Ucci[5]
- I menecmi, avec Arnoldo Foà, Lea Padovani, Gastone Pescucci[6]
- Minidonna, avec Sandra Mondaini, Antonella Steni, Ave Ninchi[7]
- Sagra del signore della nave (it), de Luigi Pirandello, avec Domenico Modugno, Cesco Baseggio, Elio Zamuto, Gigi Reder, Leda Palma[8],[9].
- Mirmillone avec Giustino Durano, Paola Quattrini, Miranda Martino[10].
- Mi è cascata una ragazza nel piatto de Terence Frisy, avec Domenico Modugno, Paola Quattrini, Mimmo Craig[11]

## Filmographie

### Cinéma
- 1958 : L'amore nasce a Roma (it), de Mario Amendola : modèle
- 1958 : È arrivata la parigina, de Camillo Mastrocinque
- 1959 : La cento chilometri, de Camillo Mastrocinque
- 1959 : L'Archer noir (L'arciere nero), de Piero Pierotti : Gemma
- 1960 : Sanremo, la grande sfida, de Piero Vivarelli
- 1960 : La strada dei giganti, de Guido Malatesta
- 1961 : Les Révoltées de l'Albatros (L'ammutinamento), de Silvio Amadio
- 1961 : Mina... fuori la guardia (it), d’Armando W. Tamburella
- 1961 : Tutto, e subito (Die Mädchen wollen nicht warten) de Rolf Thiele[12]
- 1961 : L'onorata società (it), de Riccardo Pazzaglia
- 1962 : La Veine (La cuccagna), de Luciano Salce
- 1962 : Les Derniers Jours d'Herculanum (Anno 79 - La distruzione di Ercolano) de Gianfranco Parolini
- 1963 : Objectif jupons (Obiettivo ragazze), de Mario Mattoli
- 1963 : Les Heures de l'amour (Le ore dell'amore), de Luciano Salce
- 1963 : Totò contre les quatre (Totò contro i quattro), de Steno : Mme Durant
- 1964 : Che fine ha fatto Totò Baby?, d’Ottavio Alessi : Helga
- 1964 : La Révolte des prétoriens (La rivolta dei pretoriani), d’Alfonso Brescia
- 1964 : La Fureur des gladiateurs (I due gladiatori), de Mario Caiano
- 1964 : FBI chiama Istanbul (it), d’Emimmo Salvi
- 1964 : Michelino Cucchiarella (it), de Tiziano Longo
- 1964 : Amore all'italiana, de Steno
- 1967 : Il lungo, il corto, il gatto, de Lucio Fulci : Gina
- 1967 : Samoa, fille sauvage (Samoa, regina della giungla), de Guido Malatesta
- 1967 : Le Fils de l'Aigle noir (Il figlio di Aquila Nera), de Guido Malatesta
- 1968 : Le Salaire de la haine (Odia il prossimo tuo), de Ferdinando Baldi
- 1968 : Le Courageux, le Traître et le Sans-pitié (Il coraggioso, lo spietato, il traditore) de Juan Xiol Marchal et Edoardo Mulargia
- 1968 : Più tardi Claire, più tardi..., de Brunello Rondi : Ivy
- 1968 : Temptation, de Lamberto Benvenuti
- 1974 : Franco e Ciccio superstars (it), de Giorgio Agliani
- 2001 : Ogni lasciato è perso (it), de Piero Chiambretti

### Télévision
- 1959 : Metropolitan, l'oscar della canzone[13]
- 1967 : Tutto Totò, série télévisée, 4 épisodes
- 1976 : L'eroe, téléfilm de Manuel De Sica

## Liens
- Ressources relatives à l'audiovisuel :   - Allociné
  - IMDb
  - Unifrance
- (it) « Filmografia di Ivy Holzer » (consulté le 1er décembre 2022)
- (it) « Holzer Ivy (Ada Ines Yvonne) » (consulté le 1er décembre 2022)